# Il professor Matusa e i suoi hippies
Il professor Matusa e i suoi hippies è un film del 1968, diretto da Luigi de Maria con lo pseudonimo di James K. Stuart. Alcune fonti, tra cui IMDb, attribuiscono la regia a Carlo Martinelli.

## Trama
Il professor Matt Beat, accompagnato dalla fidata collaboratrice Cleopatra, è un inventore intento a creare strane apparecchiature musicali. Un giorno si trova, suo malgrado, a dover gestire una difficile situazione amorosa tra due giovani, Orietta e Sergio, non benvista dai genitori. La ragazza si rivolge al professore per aiutarla mentre suo padre, che è anche il sindaco del paese in cui si svolge la storia, gli chiede di aiutarlo a pedinare la figlia. Dopo varie vicissitudini, Beat riuscirà a sbrogliare la matassa facendo in modo che tutti i cittadini acclamino la coppia con canti e balli: al sindaco quindi, se non vuole inimicarsi l'elettorato, non rimane altro che approvare le nozze.